# Губернатор Аруби
Губернатор Аруби — представник на Арубі монарха Нідерландів . До обов'язків губернатора входить: подання та охорона спільних інтересів королівства Нідерландів і є головою уряду Аруби  .

## Повноваження
Губернатор підзвітний уряду Королівства Нідерландів. Як голова уряду губернатор недоторканний, відповідальність несуть міністри. Губернатор немає політичних обов'язків і є частиною кабінету міністрів..При формуванні кабінету важливу роль відіграє губернатор, який призначається монархом терміном на шість років. Цей термін може бути продовжений ще на шість років. Губернатора підтримує Консультативна рада, що складається щонайменше з п'яти членів, які призначаються губернатором, які консультують його щодо проектів державних постанов, державних указів, законів королівства та загальних адміністративних розпоряджень.

## Список губернаторів
1 січня 1986 року Аруба набула спеціального статусу. До цього часу губернатор Нідерландських Антильських островів був представлений на Арубі віце-губернатором.
| № | № | Фото | ПІБ (дата народження–смерті) | Строк повноважень | Строк повноважень   |
| - | - | ---- | ---------------------------- | ----------------- | ------------------- |
|   | 1 |      | Феліпе Тромп (1917—1995)     | 1 січня 1986      | 12 березня 1992     |
|   | 2 |      | Оліндо Колман (1942)         | 12 березня 1992   | 11 травня 2004      |
|   | 3 |      | Фредіс Рефуньйол (1950)      | 11 травня 2004    | 31 грудня 2016 року |
|   | 4 |      | Альфонсо Бекхудт (1965)      | 1 січня 2017      | по теперішній час   |